# Фортвил (Индијана)
Фортвил (енгл. Fortville) град је у америчкој савезној држави Индијана.

## Демографија
По попису из 2010. године број становника је 3.929, што је 485 (14,1%) становника више него 2000. године.
| Група             | 2000.         | 2010.         |
| Белци             | 3.350 (97,3%) | 3.735 (95,1%) |
| Афроамериканци    | 2 (0,1%)      | 51 (1,3%)     |
| Азијати           | 6 (0,2%)      | 5 (0,1%)      |
| Хиспаноамериканци | 60 (1,7%)     | 89 (2,3%)     |
| Укупно            | 3.444         | 3.929         |